# Guthrie (Oklahoma)
Guthrie er en amerikansk by og administrativt centrum i det amerikanske county Logan County, i staten Oklahoma. I 2000 havde byen et indbyggertal på 9.925.